# Ямана Кей
Кей Ямана (яп. 山名慧; нар. 1 липня 1986, префектура Фукуй) — японська борчиня вільного стилю, бронзова призерка чемпіонату Азії, срібна призерка Кубку світу.

## Життєпис
Боротьбою почала займатися з 1999 року. У 2004, 2005 та 2006 роках ставала чемпіонкою Азії серед юніорів. У 2005 році здобула титул чемпіонки світу серед юніорів.
Виступала за борцівський клуб Aisin Aw, Нагоя. Тренер — Кадзухіто Сакае (з 2002).

## Спортивні результати на міжнародних змаганнях

### Виступи на Чемпіонатах світу
| Змагання                        | Збірна | Вагова категорія          | Місце |
| ------------------------------- | ------ | ------------------------- | ----- |
| Чемпіонат світу з боротьби 2009 | Японія | жіноча боротьба, до 59 кг | 18    |

### Виступи на Чемпіонатах Азії
| Змагання                       | Збірна | Вагова категорія          | Місце  |
| ------------------------------ | ------ | ------------------------- | ------ |
| Чемпіонат Азії з боротьби 2004 | Японія | жіноча боротьба, до 59 кг | 7      |
| Чемпіонат Азії з боротьби 2007 | Японія | жіноча боротьба, до 59 кг | Бронза |

### Виступи на Кубках світу
| Змагання                    | Збірна | Вагова категорія          | Місце  |
| --------------------------- | ------ | ------------------------- | ------ |
| Кубок світу з боротьби 2007 | Японія | жіноча боротьба, до 59 кг | Срібло |
| Кубок світу з боротьби 2009 | Японія | жіноча боротьба, до 59 кг | 6      |

### Виступи на інших змаганнях
| Змагання                                       | Збірна | Вагова категорія          | Місце  |
| ---------------------------------------------- | ------ | ------------------------- | ------ |
| Золотий Гран-прі з боротьби 2009               | Японія | жіноча боротьба, до 59 кг | Бронза |
| Золотий Гран-прі з боротьби 2010 (Красноярськ) | Японія | жіноча боротьба, до 59 кг | Бронза |
| Золотий Гран-прі з боротьби 2010 (Баку)        | Японія | жіноча боротьба, до 59 кг | Бронза |

### Виступи на змаганнях молодших вікових груп
| Змагання                                      | Збірна | Вагова категорія          | Місце  |
| --------------------------------------------- | ------ | ------------------------- | ------ |
| Чемпіонат Азії з боротьби серед юніорів 2004  | Японія | жіноча боротьба, до 59 кг | Золото |
| Чемпіонат Азії з боротьби серед юніорів 2005  | Японія | жіноча боротьба, до 59 кг | Золото |
| Чемпіонат світу з боротьби серед юніорів 2005 | Японія | жіноча боротьба, до 59 кг | Золото |
| Чемпіонат Азії з боротьби серед юніорів 2006  | Японія | жіноча боротьба, до 59 кг | Золото |